# Aplastodiscus cavicola
Az Aplastodiscus cavicola a kétéltűek (Amphibia) osztályának békák (Anura) rendjébe és a levelibéka-félék (Hylidae) családjába tartozó faj. A faj 12 további fajjal együtt csak mostanában, a Hylidae család felülvizsgálatakor került a Hyla nemből az Aplastodiscus nembe.

## Előfordulása
A faj Brazília endemikus faja, azon belül Espírito Santo és Minas Gerais államban honos. Természetes élőhelye a trópusi vagy szubtrópusi nedves hegyvidéki erdők és folyók. A fajra élőhelyének elvesztése jelent fenyegetést.